# ロイヤル交通 (埼玉県)
ロイヤル交通株式会社（ロイヤルこうつう）は、埼玉県鴻巣市に本社を置く貸切バス事業者である。貸切バス事業のほか、鴻巣市コミュニティバスなどの運行受託（乗合路線として運行）を行う。埼玉県バス協会会員、全国旅行業協会会員。

## 概要
2009年4月から鴻巣市コミュニティバス「フラワー号｣のうち、笠原コースと常光コースの運行業務を受託している。
また、東京電機大学理工学部(東京電機大学鳩山キャンパス～東武東上線高坂駅・北坂戸駅、JR高崎線熊谷駅、鴻巣駅間)のスクールバス運行業務も受託している。かつては大東文化大学東松山キャンパス（キャンパス～高坂駅、関東自動車と共同運行）のスクールバスも運行していた。
貸切バスはほとんど自社運行で、旅行会社からの傭車は少ない。

### 本社・営業所
- 本社営業所 - 埼玉県鴻巣市鴻巣976-8
- 北本営業所（閉業）  - 埼玉県北本市本町4-22-1
- 秋田営業所 - 秋田県仙北市田沢湖生保内字十里木97-1
- 笠原車庫 - 埼玉県鴻巣市郷地830

## 路線

### 鴻巣市コミュニティバス

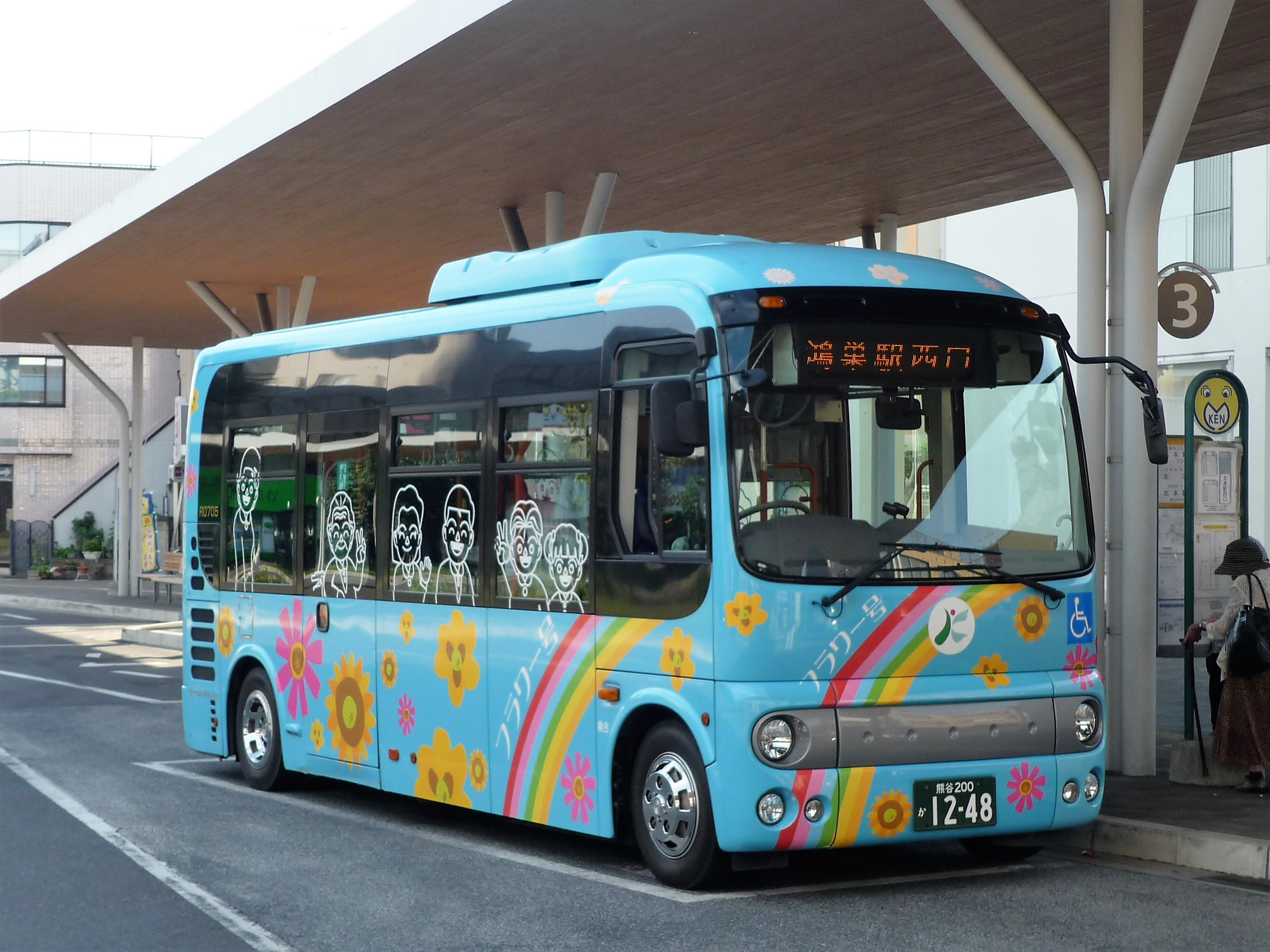
鴻巣市フラワー号専用車両
ロイヤル交通の車両
日野・ポンチョ
北本駅西口にて

ロイヤル交通が受託している笠原コース・常光コースではバス共通カードの利用はできない。代替として、割引額をバス共通カードと同等に設定した回数券を発売している。
- 笠原コース
  - 鴻巣駅東口 - 総合福祉センター - 鴻巣フラワーセンター - 笠原公民館 - 上谷総合公園

鴻巣駅東口から八幡田地区・笠原地区を経由して上谷総合公園へ至る路線。途中の鴻巣市役所へは日中の便のみ乗り入れる。
- 常光コース
  - 鴻巣駅東口 - 鴻巣市常光地区 - 北本市宮内地区 - 北本駅東口

鴻巣駅東口から市南東部の常光地区を経由して北本駅東口へ至る路線。北本市内の宮内地区にもバス停が数ヶ所設置されている。鴻巣駅東口 - 太平住宅団地の区間は市役所第二庁舎入口経由と人形町経由の2つのルートがあり、日中の一部の便が人形町経由で運行される。なお、北本駅東口発の最終便は太平住宅団地止まり、北本駅東口行きの始発便は市役所第二庁舎入口始発となる。

### 仙北市民バス
詳細は「仙北市民バス」を参照